# Bryana Salaz

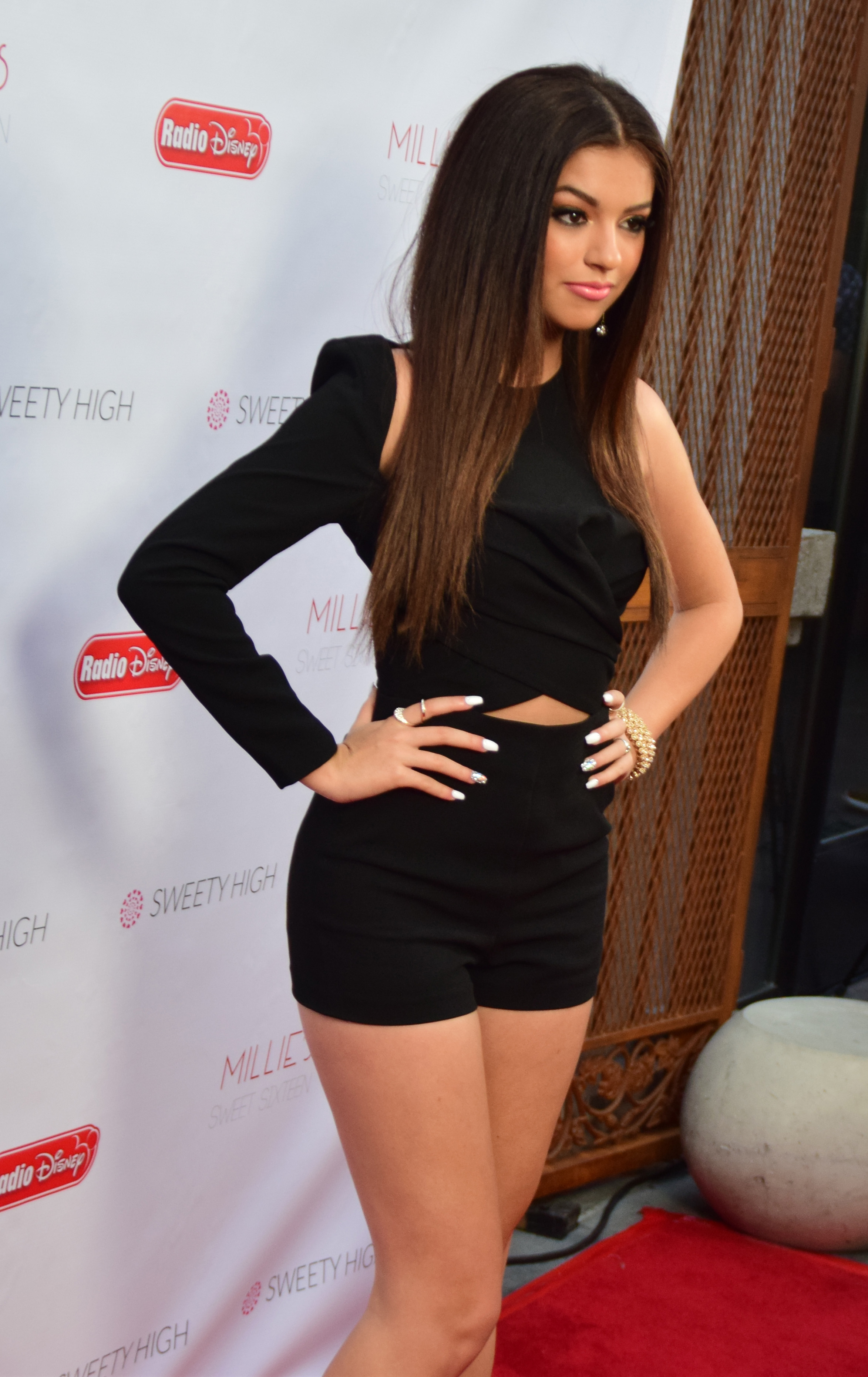
Bryana Salaz im Juni 2015

Bryana Salaz (* 25. August 1997 in Orlando) ist eine amerikanische Sängerin und Schauspielerin.

## Leben und Karriere
Bryana ist die Tochter des Colonels Edward Salaz. Ihre Familie zog häufig um, weshalb sie deshalb mehrmals im Jahr die Schule wechseln musste.
Im Herbst 2014 nahm Bryana in der siebten Staffel der Castingshow The Voice teil, wo sie sich Gwen Stefani als persönlichen Coach aussuchte. Dort trat sie in vier Sendungen auf, wurde aber schließlich nicht in die Top 12 gewählt. Im Juni 2015 wurde bekannt, dass sie Mitglied der Girl-Group Sweet Suspense wird, wo sie Celine Polenghi als drittes Mitglied ersetzen sollte. Später entschied sie sich, die Band zu verlassen, um sich auf ihre Karriere als Schauspielerin zu konzentrieren. Weiterhin gründete sie zusammen mit Celine Polenghi und Summer Reign eine Girl-Band namens SNRG, die sie im Mai 2016 wieder verließ.
2016 erhielt Bryana eine wiederkehrende Rolle in der zweiten Staffel der Disney-Serie Best Friends – Zu jeder Zeit. 2019 ist sie in einer Nebenrolle der Serie Malibu Rescue zu sehen. Im selben Jahr erhielt sie die titelgebende Rolle als Kaylie Konrad in der Comedy-Serie Team Kaylie, die seit September 2019 auf Netflix ausgestrahlt wird.

## Filmografie (Auswahl)
- 2012: House of Payne (Folge 8x10)
- 2016: Best Friends – Zu jeder Zeit (Best Friends Whenever, 7 Folgen)
- 2016: Bizaardvark (Folge 1x08)
- 2018: The Mick (Folge 2x16)
- 2018: Age of Summer
- 2019–2022: Die Garde der Löwen (The Lion Guard, 21 Folgen, Stimme)
- 2019: Star gegen die Mächte des Bösen (Star vs. the Forces of Evil, Folge 4x16)
- 2019: Malibu Rescue
- 2019: Malibu Rescue (6 Folgen)
- 2019–2020: Team Kaylie (20 Folgen)
- 2021: On My Block (Folge 4x10)
- 2023: Freeridge (8 Folgen)